# Textilwirtschaft (Zeitschrift)
Textilwirtschaft (Eigenschreibweise TextilWirtschaft, kurz TW) ist ein deutschsprachiges Nachrichten-, Wirtschafts- und Modemagazin. Die Fachzeitschrift wird seit 1946 von der dfv Mediengruppe in Frankfurt am Main verlegt und erscheint jeden Donnerstag. Das E-Paper ist bereits am Vortag erhältlich.

## Geschichte
Die TextilWirtschaft wurde von dem Journalisten Wilhelm Lorch gegründet. Am 10. September 1946 erhielt er von der Publication Control der US-Militärregierung in Heidelberg die „Lizenz zur Herausgabe technischer Bücher und Zeitschriften für die Textilindustrie“. Am 10. Oktober 1946 erschien die erste Ausgabe als Gründungspublikation der Neuer Fachverlag GmbH (Stuttgart), die 1948 mit dem Umzug nach Frankfurt am Main in Deutscher Fachverlag GmbH umbenannt wurde. Sie hatte einen Umfang von 12 Seiten, davon war 1/3 Seite mit Anzeigen belegt. Wegen der Papiernot erschien die Zeitschrift nur 14-täglich. Seit dem 1. Januar 1950 ist die TextilWirtschaft das offizielle Organ des Bundesverbands des Deutschen Textileinzelhandels (BTE). Im selben Jahr hatte sie eine abonnierte Auflage von mehr als 14.000 Exemplaren. Im Mai 1997 startete mit TWnetwork der Online-Dienst der Zeitschrift. 2012 wurde das Onlineangebot um Apps für mobile Endgeräte ergänzt.
Die TextilWirtschaft ist das einzige wöchentlich erscheinende Fachmagazin im deutschsprachigen Raum für die Textil- und Bekleidungsbranche.

## Veranstaltungen und Kongresse
Zum Portfolio der TextilWirtschaft gehören verschiedene Kongresse. Sie werden von der dfv Conference Group durchgeführt, einer Tochtergesellschaft der dfv Mediengruppe.
Das Forum der TextilWirtschaft wird seit 1959 durchgeführt. Teil der Veranstaltung ist seit 1981 die Verleihung des Forum-Preises der TextilWirtschaft. 2024 wurden Engelbert Strauss, Apropos, Aeyde und Hugo Boss ausgezeichnet.